# Увини (вождь)
Увини (шона Uwini; 1857 — 13 сентября 1896 года, Булавайо) — религиозный и политический деятель в Южной Африке конца XIX века.

## Биография
Увини был шаманом-вождем макалако одного из шонаязычных племен, входивших в племенной союз матабеле. Люди из племен макалако, махолиса и матабеле считали его бессмертным, так как он был жрецом  Мангве и Бонару. Увини активно выступал против присутствия европейцев в Южной Африке и был одним из шести вождей-шаманов, сыгравших важную роль во время Второй войны с матабеле.
Летом 1896 года он получил ранение и был взят в плен британскими солдатами в Лесу Сомабула. По одной из версий, командир британцев Роберт Баден-Пауэлл гарантировал сохранение жизни Увини в обмен на его сдачу, но нарушил обещание.
Военно-полевой суд Бритиш Саут Африка Компани обвинил его в участии в убийстве белых поселенцев. Увини был приговорен к смертной казни и публично расстрелян вблизи города Булавайо 13 сентября 1896 года.